# Copelatus neoguineensis
Copelatus neoguineensis är en skalbaggsart som beskrevs av Zimmermann 1919. Copelatus neoguineensis ingår i släktet Copelatus och familjen dykare. Inga underarter finns listade i Catalogue of Life.